# Xanthorrhoeaceae
Xanthorrhoeaceae је назив фамилије монокотиледоних биљака, чије дефинисање се разликује међу ауторима класификација. По систему APG II фамилија постоји двојако:
- sensu lato: укључује род Xanthorrhoea и родове који би се иначе налазили у фамилијама Asphodelaceae или Hemerocallidaceae;
- sensu stricto: укључује само род Xanthorrhoea.